# Квантова нейронна мережа
Квантові нейронні мережі (QNNs) — модель нейронної мережі, яка базуються на принципах квантової механіки. Існує два різних підходи до дослідження QNN: одна експлуатаційна обробка квантової інформації для вдосконалення існуючих моделей нейронних мереж (іноді також і навпаки), а інша — пошук потенційних квантових ефектів у мозку.

## Штучні квантові нейронні мережі
У обчислювальному підході до дослідження квантової нейронної мережі вчені намагаються об'єднати моделі штучних нейронних мереж (які широко застосовуються в машинному навчанні для важливих завдань класифікації моделей) з перевагами квантової інформації з метою розробки більш ефективних алгоритмів (для перегляду див.). Однією з важливих мотивів для цих досліджень є складність тренування класичних нейронних мереж, особливо в великих даних. Надія полягає в тому, що особливості квантового обчислення, такі як квантовий паралелізм або ефекти інтерференції і заплутаності можуть використовуватися як відправні точки. Оскільки технологічна реалізація квантового комп'ютера все ще знаходиться на передчасній стадії, такі моделі квантової нейронної мережі є переважно теоретичними пропозиціями, які очікують їх реалізації в фізичних експериментах.
Дослідження квантової нейронної мережі все ще перебуває на початковій стадії, і є здебільшого нагромадженням пропозицій та ідей різного масштабу та математичної строгості. Більшість з них базується на ідеї заміни класичного двійкового або нейрона Маккаллоха-Піттса за допомогою кубіта (що можна назвати «курон»), в результаті чого нейронні одиниці можуть бути в суперпозиції станів «активації» і «спокою».

### Історичне поняття
Перші ідеї щодо квантового розрахунку нейронів були опубліковані незалежно в 1995 році Роном Кріслі та
Субгашем Каком. Вони обговорювали подібність функції нейронної активації з квантово-механічним рівнянням власних значень, а пізніше обговорювали застосування цих ідей для вивчення функції мозку і обмеження цього підходу. Аджіт Нараянан і Таммі Меннеер запропонували впровадження фотонної моделі квантової нейронної мережі, яка ґрунтується на теорії множинного всесвіту та «руйнується» в потрібну модель при вимірюванні. З тих пір все нові і нові статті були опубліковані в журналах інформатики та квантової фізики, щоб знайти підходящу модель квантової нейронної мережі.

### Квантові персептрони
Багато пропозицій було висунуто, щоб знайти квантовий еквівалент для персептрону, з якого побудовані нейронні мережі. Проблема полягає в тому, що функції нелінійної активації не відразу відповідають математичній структурі квантової теорії, оскільки квантова еволюція описується лінійними операціями і призводить до імовірнісного спостереження. Ідеї, що імітують функцію активації персептрону з квантово-механічним формалізмом, виходять з спеціальних вимірювань для затвердження нелінійних квантових операторів (що є суперечливою математичною структурою). Нещодавно була запропонована пряма реалізація функції активації за допомогою ланцюгової схеми квантових обчислень Шульдом, Синайським та Петрукціоем на основі алгоритму квантової фазової оцінки.

### Нечітка логіка
Значна частина інтересу була приділена «квантово-надихнутій» моделі, яка використовує ідеї квантової теорії для впровадження нейронної мережі на основі нечіткої логіки.

### Квантова асоціативна пам'ять
Алгоритм квантової асоціативної пам'яті був представлений Деном Вентурою та Тоні Мартінезом в 1999 році. Автори не намагаються перекласти структуру моделей штучних нейронних мереж у квантову теорію, але запропонувати алгоритм для ланцюгової схеми квантових обчислень, який імітує асоціативну пам'ять. Стан пам'яті (в нейронній мережі Гопфілда збережена в вагах нейронних з'єднань), записуються в суперпозицію, а Ґровер-подібний квантовий алгоритм пошуку витягує найближче до заданий вхідного значення. Перевага полягає в експоненціальній ємності накопичувачів станів пам'яті, проте залишається питання, чи має модель значення для вихідної мети моделей Гопфілда як демонстрації того, як спрощені штучні нейронні мережі можуть імітувати особливості мозку.

### Квантові обчислення через Sparse Distributed Representations
Рінкус пропонує, що розподілене представлення, зокрема «рідке розподілене представлення» (SDR), забезпечує класичну реалізацію квантових обчислень. Зокрема, набір кодів SDR, що зберігаються в полі кодування SDR, взагалі перетинаються між собою в різному ступені. В іншій роботі , Рінкус описує фіксований алгоритм навчання, який зберігає подібність у вхідному просторі до подібності (розміру перетину) в коді SDR. Якщо припустити, що подібність вводу корелює з ймовірністю, це означає, що будь-який одиничний активний код SDR також є розподілом ймовірності по всім збереженим входам, з імовірністю для кожного входу яка вимірюється часткою його коду SDR, який є активним (тобто розміру його перетину з активним кодом SDR). Алгоритм навчання / висновку також може розглядатися як оператор оновлення стану і тому що будь-який активний SDR одночасно представляє як ймовірність одиничного вводу X, до якого він був призначений під час навчання та ймовірностей всіх інших збережених вхідних даних, той самий фізичний процес, який оновлює ймовірність того, що X також оновлює всі збережені імовірності. Ця теорія радикально відходить від стандартного уявлення про квантову обчислювальну та квантову фізичну теорію в цілому: замість того, щоб вважати, що в сукупності існують стани найнижчих сутностей у системі, тобто одиночні бінарні нейрони, вона передбачає лише те, що вищестоящий рівень, тобто складові об'єкти, тобто цілі SDR коди (які є наборами бінарних нейронів), існують в суперпозиції.

### Квантове навчання
Більшість алгоритмів навчання наслідують класичну модель навчання штучної нейронної мережі для вивчення функції вводу-виводу заданого навчальної вибірки і використовують класичні цикли зворотного зв'язку для оновлення параметрів квантової системи, доки вони не сходяться до оптимальної конфігурації. Навчання як проблема оптимізації параметрів також наближається адіабатичними моделями квантових обчислень. Нещодавно була розроблена нова стратегія пост-навчання для пошуку для покращення набору ваг на основі аналогії з квантовими ефектами, що відбуваються в природі. Техніка, запропонована в ґрунтується на аналогії моделювання біологічного нейрона як напівпровідникової гетероструктури, що складається з одного енергетичного бар'єру, закріпленого між двома енергетично нижчими областями. Отже, функція активації нейрона розглядається як частинка, яка входить до гетероструктури та взаємодіє з бар'єром. Таким чином, допоміжне посилення до класичного процесу навчання нейронних мереж досягається за мінімальних додаткових обчислювальних витрат.

## Біологічні квантові нейронні мережі
Хоча багато дослідників квантової нейронної мережі явно обмежують їх обсяги до обчислювальної точки зору, поле тісно пов'язане з дослідженнями потенційних квантових ефектів у біологічних нейронних мережах. Моделі когнітивних агенцій та пам'яті на основі квантової колекції були запропоновані Субхашем Каком,, але він також вказує на конкретні проблеми обмежень на спостереження та управління цими спогадами з огляду на фундаментальні логічні причини. Він також запропонував, щоб квантова мова була пов'язана з біологічними нейронними мережами.
Поєднання квантової фізики та нейронауки також виражає яскраві суперечки за межами науки, прикладом яких можуть служити такі журнали, як NeuroQuantology або Однак у науковій сфері теорії про те, як мозок може зібрати поведінку частинок на квантовому рівні, суперечливо обговорюється. Скупчення біології та квантової фізики нещодавно набуло динаміки завдяки виявленню ознак для ефективного транспорту енергії при фотосинтезі через квантові ефекти (див.  квантова біологія ). Проте, поки що немає широко визнаних доказів для «квантового мозку».